# 盧山 (上海)
卢山，以卢姓得名，讹名罗山。上海市历史山丘，位于今松江区佘山镇境内，夹于钟贾山与佘山之间。经长期开山采石，今残留直径约200米、深60米的大坑。